# Rektorat Matki Boskiej Różańcowej w Byszycach
Rektorat Matki Boskiej Różańcowej w Byszycach – rektorat rzymskokatolicki, znajdujący się w archidiecezji krakowskiej, w dekanacie Wieliczka Zachód.